# Покровский, Роман Петрович
Рома́н Петро́вич Покро́вский (23 февраля 1917 — 21 сентября 1986) — советский военачальник и учёный, генерал-полковник инженерно-технической службы (19.02.1968) (позднее в связи с изменением системы воинских званий СССР ему были присвоены звания генерал-полковник-инженер в 1971 году и генерал-полковник авиации в 1984 году). Лауреат Государственной премии СССР.

## Биография
Родился в Тарусском уезде Калужской губернии. В 1935 году окончил Калужскую среднюю школу № 5.
В 1941—1942 годах участвовал в боевых действиях истребительного авиационного корпуса.
Во время войны — в командировке на Аляске (инженер-капитан, инженер-майор). Занимался подготовкой для перегона в СССР переданных по ленд-лизу американских самолетов и подготовке отобранных для этих целей советских лётчиков.
Генерал-майор (1957), генерал-полковник инженерно-технической службы (1968), генерал-полковник-инженер (1971), генерал-полковник авиации (1984).
Участвовал в создании 5 военных научно-исследовательских институтов.
Специалист по радиоэлектронике и радиолокации. Один из организаторов исследований и отечественных разработок в области систем дальнего обнаружения для всех видов Вооруженных сил.
Начальник 5-го Главного Управления МО СССР (в/ч 25580) — это управление ведало всей радиоэлектроникой армии.
Лауреат Государственной премии СССР.
Похоронен в Москве на Кунцевском кладбище.